# Grand Prix Monako 1971

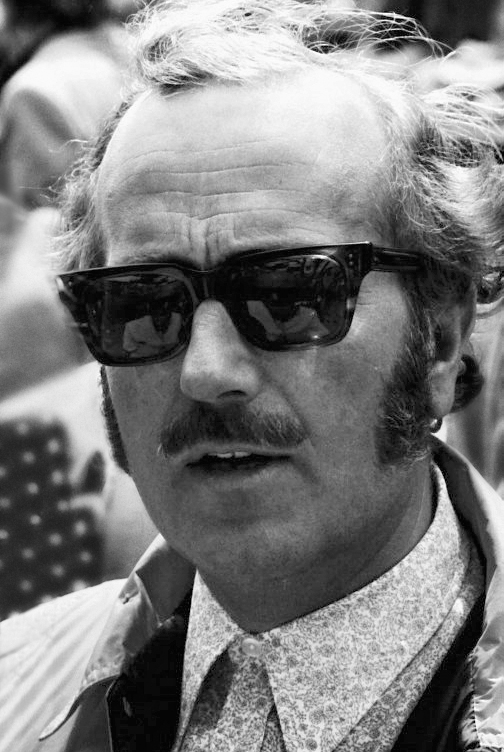
Colin Chapman podczas Grand Prix Monako 1971

Grand Prix Monako 1971 (oryg. Grand Prix Automobile de Monaco) – 3. runda Mistrzostw Świata Formuły 1 w sezonie 1971, która odbyła się 23 maja 1971, po raz 18. na torze Circuit de Monaco.
29. Grand Prix Monako, 18. zaliczane do Mistrzostw Świata Formuły 1.

## Klasyfikacja
| Legenda oznaczeń w tabelach wyników Wyświetl szablon na nowej stronie | Legenda oznaczeń w tabelach wyników Wyświetl szablon na nowej stronie                                                                     |
| Oznaczenie                                                            | Wyjaśnienie |
| --------------------------------------------------------------------- | --- |
| Złoty                                                                 | Zwycięzca lub mistrzostwo |
| Srebrny                                                               | 2. miejsce lub wicemistrzostwo |
| Brązowy                                                               | 3. miejsce lub II wicemistrzostwo |
| Zielony                                                               | Ukończył, punktował (w klasyfikacji generalnej, gdy zdobył co najmniej jeden punkt na przestrzeni sezonu, poza trzema powyższymi opcjami) |
| Niebieski                                                             | Ukończył, nie punktował (w klasyfikacji generalnej, gdy nie zdobył co najmniej jednego punktu na przestrzeni sezonu)                      |
| Czerwony                                                              | Nie zakwalifikował się (NZ) |
| Czerwony                                                              | Nie prekwalifikował się (NPK) |
| Różowy                                                                | Nie ukończył (NU) |
| Różowy                                                                | Niesklasyfikowany (NS) (w klasyfikacji generalnej, gdy nie został sklasyfikowany w żadnym wyścigu sezonu)                                 |
| Czarny                                                                | Zdyskwalifikowany (DK) |
| Czarny                                                                | Wykluczony (WYK/EX) |
| Biały                                                                 | Nie wystartował (NW) |
| Biały                                                                 | Kontuzjowany (K/INJ) |
| Biały                                                                 | Wyścig odwołany (OD/C) |
| Bez koloru                                                            | Został wycofany (WYC/WD) |
| Bez koloru                                                            | Nie przybył (NP/DNA) |
| Bez koloru                                                            | Nie brał udziału w treningach (NT/DNP) |
| Bez koloru                                                            | Nie został zgłoszony (–) |
| Pogrubienie                                                           | Start z pole position |
| Kursywa                                                               | Najszybsze okrążenie wyścigu |
| †                                                                     | Nie ukończył, ale jego rezultat został zaliczony ze względu na przejechanie więcej niż 90% dystansu wyścigu.                              |
| *                                                                     | Sezon w trakcie |
| 1/2/3                                                                 | Punktowana pozycja w sprincie kwalifikacyjnym                                                                                             |
| Lista systemów punktacji Formuły 1                                    | |

| Pos | No | Kierowca             | Konstruktor  | Okrążeń | Czas/powód NU | Poz. Start. | Punktów |
| --- | -- | -------------------- | ------------ | ------- | ------------- | ----------- | ------- |
| 1   | 11 | Jackie Stewart       | Tyrrell-Ford | 80      | 1:52:21.3     | 1           | 9       |
| 2   | 17 | Ronnie Peterson      | March-Ford   | 80      | 25.6          | 6           | 6       |
| 3   | 4  | Jacky Ickx           | Ferrari      | 80      | 53.3          | 2           | 4       |
| 4   | 9  | Denny Hulme          | McLaren-Ford | 80      | + 1:06.7      | 6           | 3       |
| 5   | 1  | Emerson Fittipaldi   | Lotus-Ford   | 79      | + 1 okrążenie | 17          | 2       |
| 6   | 24 | Rolf Stommelen       | Surtees-Ford | 79      | + 1 okrążenie | 16          | 1       |
| 7   | 22 | John Surtees         | Surtees-Ford | 79      | + 1 okrążenie | 10          |         |
| 8   | 27 | Henri Pescarolo      | March-Ford   | 77      | + 3 okrążenia | 13          |         |
| 9   | 15 | Pedro Rodríguez      | BRM          | 76      | + 4 okrążenia | 5           |         |
| 10  | 8  | Tim Schenken         | Brabham-Ford | 76      | + 4 okrążenia | 18          |         |
| NU  | 14 | Jo Siffert           | BRM          | 58      | Olej          | 3           |         |
| NU  | 21 | Jean-Pierre Beltoise | Matra        | 47      | Różne         | 7           |         |
| NU  | 20 | Chris Amon           | Matra        | 45      | Różne         | 4           |         |
| NU  | 5  | Clay Regazzoni       | Ferrari      | 24      | Wypadek       | 11          |         |
| NU  | 10 | Peter Gethin         | McLaren-Ford | 22      | Wypadek       | 14          |         |
| NU  | 2  | Reine Wisell         | Lotus-Ford   | 21      | Łożysko koła  | 12          |         |
| NU  | 12 | François Cevert      | Tyrrell-Ford | 5       | Wypadek       | 15          |         |
| NU  | 7  | Graham Hill          | Brabham-Ford | 1       | Wypadek       | 9           |         |
| NZ  | 16 | Howden Ganley        | BRM          |         |               |             |         |
| NZ  | 6  | Mario Andretti       | Ferrari      |         |               |             |         |
| NZ  | 18 | Alex Soler-Roig      | March-Ford   |         |               |             |         |
| NZ  | 28 | Skip Barber          | March-Ford   |         |               |             |         |